# Uniwersytet Komunistyczny im. Jakowa Swierdłowa
Uniwersytet Komunistyczny im. Jakowa Swierdłowa (ros. Коммунистический университет имени Я. М. Свердлова oraz Высшая партийная школа КПСС) – uczelnia partyjna działająca w latach 1918–1937, założona w celu kształcenia kadr administrujących Rosją i ZSRR.

## Historia
Uniwersytet powstał w Moskwie na bazie powołanych w lipcu 1918 roku z inicjatywy Jakowa Swierdłowa kursów agitatorsko-instruktorskich przy CKW RFSRR. W styczniu 1919 roku kursy zostały przekształcone w Szkoły Pracy Radzieckiej (Школy советской работы), później w Centralną Szkołę Pracy Radzieckiej i Partyjnej (Центральная школа советской и партийной работы), od lipca 1919 roku noszącą imię Swierdłowa.
Nauka w uniwersytecie trwała od 6 do 8 miesięcy, później była jednak stopniowo zwiększana do dwóch, trzech i do czterech lat. Uniwersytet cieszył się szczególną uwagą Lenina, który w 1919 roku wygłosił w nim kilka wykładów. Wśród znanych wykładowców znaleźli się Jakow Swierdłow, M. Kujbyszew, A. Gorki, Anatolij Łunaczarski, Feliks Kon. Z uniwersytetem związane były inne placówki, m.in.
- Wieczorowy Uniwersytet Komunistyczny (Вечерний коммунистический университет),
- Wieczorowa Radziecka Szkoła Partyjna (Вечерняя советская партийная школа, Wieczierniaja sowpartszkoła),
- Niedzielny Uniwersytet Komunistyczny (Воскресный коммунистический университет),
- Zaoczny Uniwersytet Komunistyczny (Заочный коммунистический университет),

oraz kursy lektorskie, Instytut Aspirantów (институт аспирантов).
Od 1918 do 1928 roku mury uczelni opuściło ok. 10 tys. absolwentów (łącznie uczyło się tu 19 tys. ludzi). Na mocy decyzji KC WKP(b) z 21 września 1932 roku uniwersytet został przekształcony w Wyższy Komunistyczny Uniwersytet Gospodarki Rolnej im. Jakowa Swierdłowa (Высший коммунистический сельскохозяйственный университет имени Я. М. Свердлова). W 1933 roku uczelnię nagrodzono Orderem Lenina.
Od 1935 roku funkcjonowała jako Wyższa Szkoła Propagandzistów przy KC WKP(b) imienia Jakowa Swierdłowa. Ostatni absolwenci otrzymali dyplomy w końcu grudnia 1937. Oficjalnie szkołę rozwiązano 6 stycznia 1938.

## Siedziba
Początkowo uczelnia mieściła się w budynku przy ul. Małaja Dmitrowka 6 (ул. Малая Дмитровка), następnie zajęła budynek Moskiewskiego Uniwersytetu Ludowego im. A. L. Szaniawskiego przy placu Mjusskaja 6 (Миусская площадь).